# Siphonacme verrucosa
Siphonacme verrucosa är en mångfotingart som först beskrevs av Carl Graf Attems 1930.  Siphonacme verrucosa ingår i släktet Siphonacme och familjen Siphonophoridae. Inga underarter finns listade i Catalogue of Life.